# Česko na Zimních olympijských hrách 2010

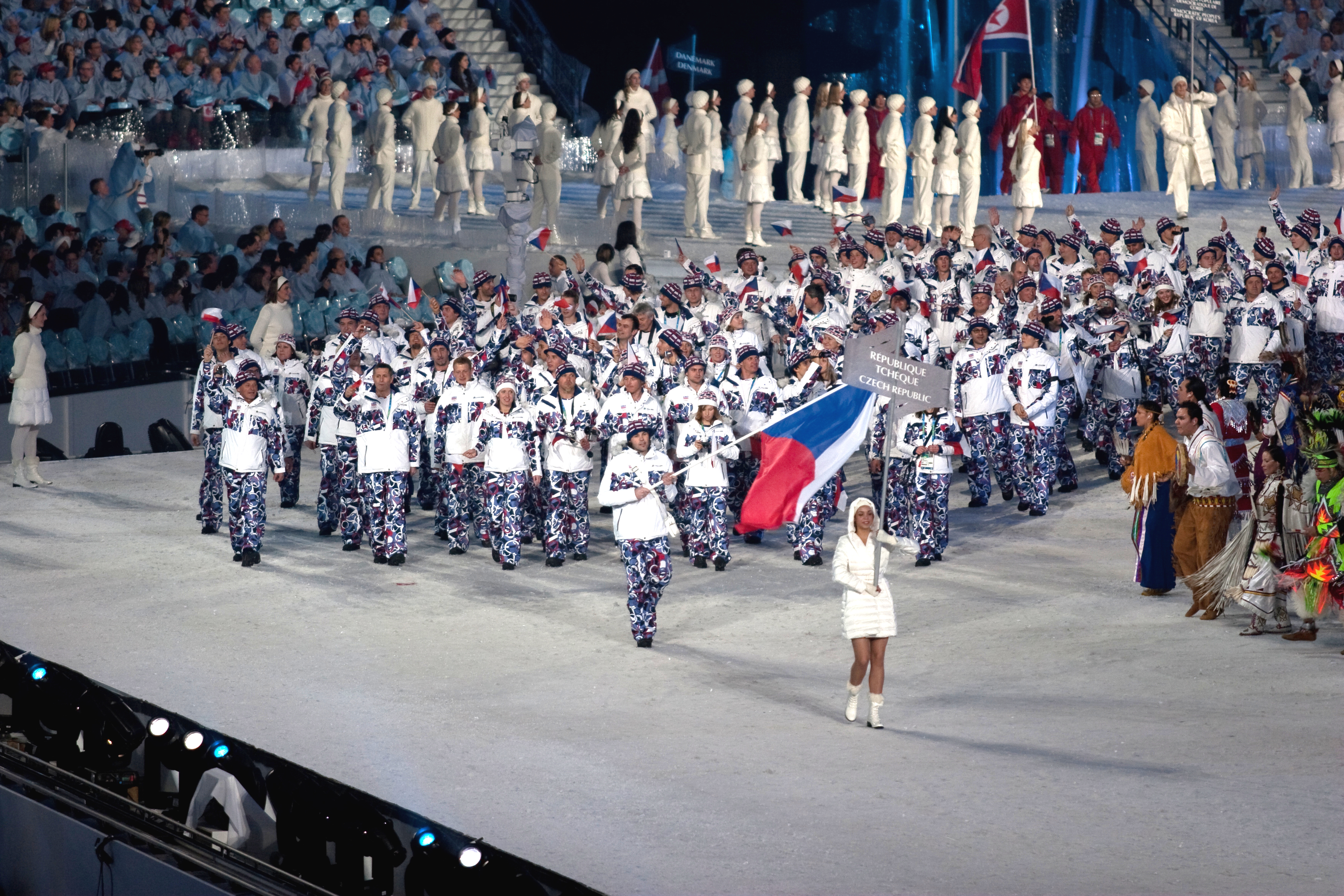
Český olympijský tým při zahajovacím ceremoniálu

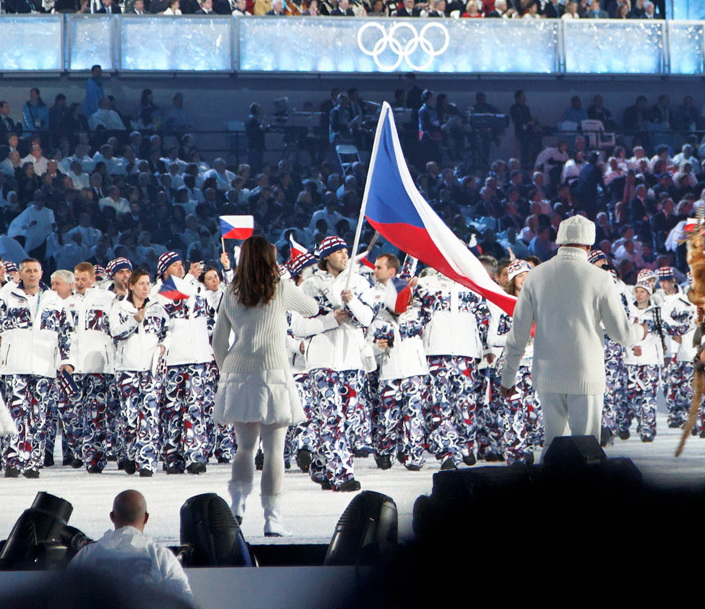
Představení českého týmu při úvodním ceremoniálu

Česko na Zimních olympijských hrách 2010 v kanadském Vancouveru reprezentovalo 92 sportovců ve 13 sportech. Nejúspěšnějším českým závodníkem byla rychlobruslařka Martina Sáblíková, která získala dvě zlaté a jednu bronzovou medaili. Další cenné kovy získal běžec na lyžích Lukáš Bauer (bronz), mužská běžecká štafeta Jakš/Bauer/Magál/Koukal (bronz) a alpská lyžařka Šárka Záhrobská (bronz). V první desítce se v individuálních závodech dále umístili alpští lyžaři Šárka Záhrobská (ve svém dalším závodě) a Ondřej Bank, běžec na lyžích Lukáš Bauer (ve svém dalším závodě), krasobruslař Michal Březina, sdruženář Pavel Churavý a skokan na lyžích Antonín Hájek, ve dvojicích potom běžci na lyžích Kožíšek/Koukal. Se šesti cennými kovy se Česká republika umístila na 15. místě v pořadí národů. Počtem šesti medailí byla vyrovnána dosud nejpočetnější medailová bilance ze Sarajeva 1984 (bez ohledu na druh cenného kovu). Vůbec poprvé vybojovalo Česko (vč. Československa) na zimních olympijských hrách více než jednu zlatou medaili.
Nejmladší českým účastníkem ZOH 2010 byla akrobatická lyžařka Tereza Vaculíková (17 let), nejstarším bobista Ivo Danilevič (39 let).

## Medailové pozice
| Medaile | Jméno                                            | Sport           | Disciplína             | Datum          |
| ------- | ------------------------------------------------ | --------------- | ---------------------- | -------------- |
| Zlato   | Martina Sáblíková                                | rychlobruslení  | Ženy – 3000 m          | 14. února 2010 |
| Zlato   | Martina Sáblíková                                | rychlobruslení  | Ženy – 5000 m          | 24. února 2010 |
| Bronz   | Lukáš Bauer                                      | běh na lyžích   | Muži – 15 km volně     | 15. února 2010 |
| Bronz   | Martina Sáblíková                                | rychlobruslení  | Ženy – 1500 m          | 21. února 2010 |
| Bronz   | Martin Jakš Lukáš Bauer Jiří Magál Martin Koukal | běh na lyžích   | Muži – štafeta 4×10 km | 24. února 2010 |
| Bronz   | Šárka Záhrobská                                  | alpské lyžování | Ženy – slalom          | 26. února 2010 |

## Přehled sportovců
Počet českých sportovců startujících v jednotlivých olympijských sportech.
| Sport                | Muži | Ženy | Celkem |
| -------------------- | ---- | ---- | ------ |
| Akrobatické lyžování | 3    | 4    | 7      |
| Alpské lyžování      | 5    | 3    | 8      |
| Běh na lyžích        | 7    | 4    | 11     |
| Biatlon              | 5    | 5    | 10     |
| Boby                 | 8    | 0    | 8      |
| Krasobruslení        | 3    | 1    | 4      |
| Lední hokej          | 23   | 0    | 23     |
| Rychlobruslení       | 0    | 2    | 2      |
| Saně                 | 4    | 0    | 4      |
| Severská kombinace   | 4    | 0    | 4      |
| Short track          | 0    | 1    | 1      |
| Skoky na lyžích      | 5    | 0    | 5      |
| Snowboarding         | 3    | 2    | 5      |
| Celkem               | 70   | 22   | 92     |

Čeští sportovci se nenominovali do závodů a soutěží v curlingu a skeletonu.

## Jednotlivé sporty

### Akrobatické lyžování
| Jméno         | Disciplína      | Kvalifikace | Kvalifikace | Finále      | Finále |
| Jméno         | Disciplína      | Body        | Pořadí      | Body        | Pořadí |
| ------------- | --------------- | ----------- | ----------- | ----------- | ------ |
| Lukáš Vaculík | jízda v boulích | 21,78       | 26.         | nepostoupil | 26.    |

| Jméno             | Disciplína        | Kvalifikace | Kvalifikace | Finále       | Finále |
| Jméno             | Disciplína        | Body        | Pořadí      | Body         | Pořadí |
| ----------------- | ----------------- | ----------- | ----------- | ------------ | ------ |
| Martina Konopová  | akrobatické skoky | 115,07      | 21.         | nepostoupila | 21.    |
| Nikola Sudová     | jízda v boulích   | 22,40       | 12.         | 19,41        | 16.    |
| Šárka Sudová      | jízda v boulích   | 18,55       | 25.         | nepostoupila | 25.    |
| Tereza Vaculíková | jízda v boulích   | 1,50        | 27.         | nepostoupila | 27.    |

| Jméno        | Disciplína | Kvalifikace | Kvalifikace | Osmifinále (pořadí v jízdě) | Čtvrtfinále (pořadí v jízdě) | Semifinále (pořadí v jízdě) | Finále (pořadí v jízdě) | Pořadí |
| Jméno        | Disciplína | Čas         | Pořadí      | Osmifinále (pořadí v jízdě) | Čtvrtfinále (pořadí v jízdě) | Semifinále (pořadí v jízdě) | Finále (pořadí v jízdě) | Pořadí |
| ------------ | ---------- | ----------- | ----------- | --------------------------- | ---------------------------- | --------------------------- | ----------------------- | ------ |
| Tomáš Kraus  | muži       | 1:13,75     | 11.         | 1.                          | 3.                           | nepostoupil                 | nepostoupil             | 11.    |
| Zdeněk Šafář | muži       | DNF         |             | nepostoupil                 | nepostoupil                  | nepostoupil                 | nepostoupil             |        |

### Alpské lyžování
| Jméno          | Disciplína       | 1. jízda | Pořadí | 2. jízda | Superkombinace | Superkombinace | Superkombinace | Celk. čas | Pořadí |
| Jméno          | Disciplína       | 1. jízda | Pořadí | 2. jízda | Sjezd          | Pořadí         | Slalom         | Celk. čas | Pořadí |
| -------------- | ---------------- | -------- | ------ | -------- | -------------- | -------------- | -------------- | --------- | ------ |
| Ondřej Bank    | slalom           | 48,69    | 6.     | 52,12    |                |                |                | 1:40,81   | 11.    |
| Ondřej Bank    | obří slalom      | 1:18,39  | 16.    | 1:21,25  |                |                |                | 2:39,64   | 17.    |
| Ondřej Bank    | sjezd            |          |        |          |                |                |                | 1:56,66   | 30.    |
| Ondřej Bank    | superkombinace   |          |        |          | 1:55,17        | 16.            | 51,02          | 2:46,19   | 7.     |
| Kryštof Krýzl  | slalom           | DNF      |        |          |                |                |                |           |        |
| Kryštof Krýzl  | obří slalom      | 1:18,57  | 18.    | 1:22,16  |                |                |                | 2:40,73   | 23.    |
| Kryštof Krýzl  | sjezd            |          |        |          |                |                |                | 1:58,43   | 40.    |
| Kryštof Krýzl  | superkombinace   |          |        |          | 1:56,06        | 23.            | 52,25          | 2:48,31   | 17.    |
| Filip Trejbal  | slalom           | DNF      |        |          |                |                |                |           |        |
| Filip Trejbal  | obří slalom      | 1:21,74  | 45.    | 1:23,67  |                |                |                | 2:45,41   | 39.    |
| Filip Trejbal  | sjezd            |          |        |          |                |                |                | 2:02,57   | 57.    |
| Filip Trejbal  | superkombinace   |          |        |          | 1:58,62        | 41.            | 52,23          | 2:50,85   | 28.    |
| Martin Vráblík | slalom           | DNF      |        |          |                |                |                |           |        |
| Martin Vráblík | obří slalom      | DNF      |        |          |                |                |                |           |        |
| Martin Vráblík | superobří slalom |          |        |          |                |                |                | DSQ       |        |
| Martin Vráblík | superkombinace   |          |        |          | 1:58,54        | 40.            | 53,92          | 2:52,46   | 31.    |
| Petr Záhrobský | superobří slalom |          |        |          |                |                |                | 1:33,83   | 34.    |
| Petr Záhrobský | sjezd            |          |        |          |                |                |                | 1:57,44   | 36.    |

| Jméno             | Disciplína       | 1. jízda | Pořadí | 2. jízda | Superkombinace | Superkombinace | Superkombinace | Celk. čas | Pořadí           |
| Jméno             | Disciplína       | 1. jízda | Pořadí | 2. jízda | Sjezd          | Pořadí         | Slalom         | Celk. čas | Pořadí           |
| ----------------- | ---------------- | -------- | ------ | -------- | -------------- | -------------- | -------------- | --------- | ---------------- |
| Klára Křížová     | superobří slalom |          |        |          |                |                |                | 1:26,46   | 29.              |
| Klára Křížová     | sjezd            |          |        |          |                |                |                | 2:09,27   | 37.              |
| Šárka Záhrobská   | slalom           | 51,15    | 2.     | 52,75    |                |                |                | 1:43,90   | Bronzová medaile |
| Šárka Záhrobská   | obří slalom      | 1:18,06  | 28.    | DNS      |                |                |                |           |                  |
| Šárka Záhrobská   | sjezd            |          |        |          |                |                |                | 1:50,68   | 27.              |
| Šárka Záhrobská   | superkombinace   |          |        |          | 1:27,33        | 22.            | 43,69          | 2:11,02   | 7.               |
| Petra Zakouřilová | slalom           | DNF      |        |          |                |                |                |           |                  |
| Petra Zakouřilová | obří slalom      | DNF      |        |          |                |                |                |           |                  |

### Běh na lyžích

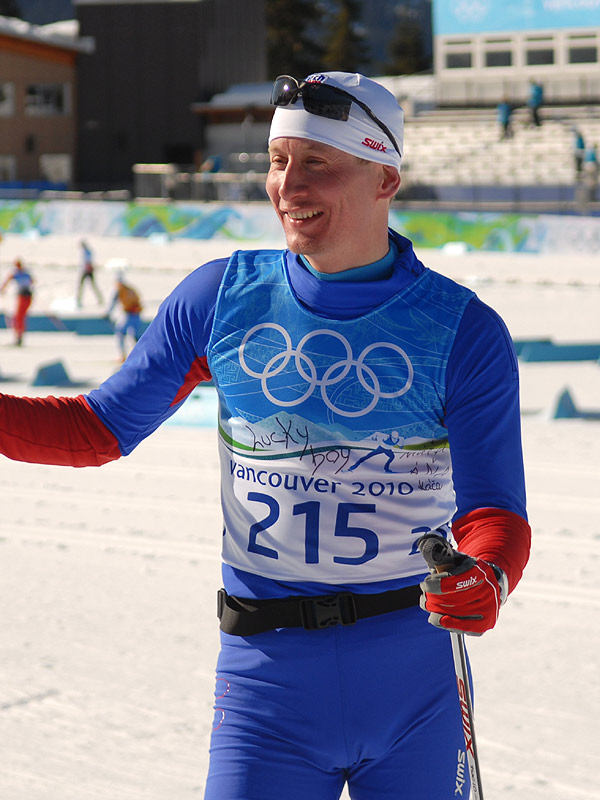
Lukáš Bauer na ZOH 2010

| Jméno                                            | Disciplína       | Celk. čas | Pořadí           |
| ------------------------------------------------ | ---------------- | --------- | ---------------- |
| Lukáš Bauer                                      | skiatlon 2×15 km | 1:15:25,2 | 7.               |
| Lukáš Bauer                                      | 15 km volně      | 34:12,0   | Bronzová medaile |
| Lukáš Bauer                                      | 50 km klasicky   | 2:05:49,4 | 12.              |
| Martin Jakš                                      | skiatlon 2×15 km | 1:17:58,2 | 27.              |
| Martin Jakš                                      | 15 km volně      | 35:13,0   | 29.              |
| Martin Koukal                                    | skiatlon 2×15 km | DNF       |                  |
| Martin Koukal                                    | 15 km volně      | 34:53,5   | 18.              |
| Jiří Magál                                       | skiatlon 2×15 km | 1:21:39,0 | 38.              |
| Jiří Magál                                       | 50 km klasicky   | 2:10:22,7 | 29.              |
| Milan Šperl                                      | 15 km volně      | 35:46,4   | 43.              |
| Martin Jakš Lukáš Bauer Jiří Magál Martin Koukal | štafeta 4×10 km  | 1:45:21,9 | Bronzová medaile |

| Jméno                                                       | Disciplína        | Celk. čas | Pořadí |
| ----------------------------------------------------------- | ----------------- | --------- | ------ |
| Ivana Janečková                                             | skiatlon 2×7,5 km | DNS       |        |
| Ivana Janečková                                             | 10 km volně       | 26:51,3   | 32.    |
| Ivana Janečková                                             | 30 km klasicky    | 1:40:13,6 | 40.    |
| Eva Nývltová                                                | skiatlon 2×7,5 km | 44:52,8   | 50.    |
| Eva Nývltová                                                | 10 km volně       | 28:04,1   | 54.    |
| Eva Nývltová                                                | 30 km klasicky    | 1:38:40,1 | 39.    |
| Kamila Rajdlová                                             | skiatlon 2×7,5 km | 42:26,5   | 23.    |
| Kamila Rajdlová                                             | 10 km volně       | 26:26,2   | 25.    |
| Kamila Rajdlová                                             | 30 km klasicky    | DNS       |        |
| Eva Skalníková                                              | 30 km klasicky    | 1:44:47,8 | 47.    |
| Eva Nývltová Kamila Rajdlová Ivana Janečková Eva Skalníková | štafeta 4×5 km    | 59:11,2   | 12.    |

| Jméno                       | Disciplína       | Kvalifikace | Pořadí | Čtvrtfinále  | Pořadí v jízdě | Semifinále   | Pořadí v jízdě | Finále       | Pořadí |
| --------------------------- | ---------------- | ----------- | ------ | ------------ | -------------- | ------------ | -------------- | ------------ | ------ |
| Dušan Kožíšek               | jednotlivci muži | 3:42,45     | 35.    | nepostoupil  | nepostoupil    | nepostoupil  | nepostoupil    | nepostoupil  | 35.    |
| Aleš Razým                  | jednotlivci muži | 3:46,42     | 44.    | nepostoupil  | nepostoupil    | nepostoupil  | nepostoupil    | nepostoupil  | 44.    |
| Dušan Kožíšek Martin Koukal | dvojice muži     |             |        |              |                | 18:43,1      | 1.             | 19:13,8      | 6.     |
| Eva Nývltová                | jednotlivci ženy | 3:51,37     | 33.    | nepostoupila | nepostoupila   | nepostoupila | nepostoupila   | nepostoupila | 33.    |

### Biatlon
| Jméno                                                     | Disciplína          | Start | Pořadí | Čas       | Chyby | Pořadí |
| --------------------------------------------------------- | ------------------- | ----- | ------ | --------- | ----- | ------ |
| Roman Dostál                                              | vytrvalostní 20 km  |       |        | 52:51,4   | 3 TM  | 35.    |
| Ondřej Moravec                                            | sprint 10 km        |       |        | 27:39,8   | 3 TK  | 67.    |
| Jaroslav Soukup                                           | sprint 10 km        |       |        | 27:10,4   | 2 TK  | 52.    |
| Jaroslav Soukup                                           | stíh. závod 12,5 km | +3:03 | 52.    | 38:04,9   | 4 TK  | 51.    |
| Jaroslav Soukup                                           | vytrvalostní 20 km  |       |        | 52:35,2   | 3 TM  | 30.    |
| Michal Šlesingr                                           | sprint 10 km        |       |        | 25:50,9   | 1 TK  | 18.    |
| Michal Šlesingr                                           | stíh. závod 12,5 km | +1:43 | 18.    | 35:58,8   | 3 TK  | 29.    |
| Michal Šlesingr                                           | hrom. start 15 km   |       |        | 36:35,6   | 2 TK  | 16.    |
| Michal Šlesingr                                           | vytrvalostní 20 km  |       |        | 51:04,8   | 2 TM  | 17.    |
| Zdeněk Vítek                                              | sprint 10 km        |       |        | 26:13,7   | 1 TK  | 28.    |
| Zdeněk Vítek                                              | stíh. závod 12,5 km | +2:06 | 28.    | 36:45,1   | 5 TK  | 38.    |
| Zdeněk Vítek                                              | vytrvalostní 20 km  |       |        | 55:41,2   | 6 TM  | 67.    |
| Jaroslav Soukup Zdeněk Vítek Roman Dostál Michal Šlesingr | štafeta 4×7,5 km    |       |        | 1:23:55,2 | 0 TK  | 7.     |

| Jméno                                                                | Disciplína         | Start | Pořadí | Čas       | Chyby | Pořadí |
| -------------------------------------------------------------------- | ------------------ | ----- | ------ | --------- | ----- | ------ |
| Magda Rezlerová                                                      | sprint 7,5 km      |       |        | 20:51,0   | 0 TK  | 19.    |
| Magda Rezlerová                                                      | stíh. závod 10 km  | +0:55 | 19.    | 33:46,9   | 5 TK  | 32.    |
| Magda Rezlerová                                                      | vytrvalostní 15 km |       |        | 47:13,1   | 5 TM  | 64.    |
| Gabriela Soukalová                                                   | vytrvalostní 15 km |       |        | 46:49,8   | 2 TM  | 60.    |
| Zdeňka Vejnarová                                                     | sprint 7,5 km      |       |        | 22:28,5   | 2 TK  | 60.    |
| Zdeňka Vejnarová                                                     | stíh. závod 10 km  | +2:33 | 60.    | 37:30,6   | 6 TK  | 55.    |
| Zdeňka Vejnarová                                                     | vytrvalostní 15 km |       |        | 46:38,0   | 4 TM  | 55.    |
| Veronika Vítková                                                     | sprint 7,5 km      |       |        | 21:10,9   | 0 TK  | 24.    |
| Veronika Vítková                                                     | stíh. závod 10 km  | +1:15 | 24.    | 34:02,5   | 3 TK  | 37.    |
| Veronika Vítková                                                     | vytrvalostní 15 km |       |        | 47:33,4   | 4 TM  | 68.    |
| Veronika Zvařičová                                                   | sprint 7,5 km      |       |        | 22:52,9   | 2 TK  | 71.    |
| Veronika Vítková Magda Rezlerová Gabriela Soukalová Zdeňka Vejnarová | štafeta 4×6 km     |       |        | 1:14:37,5 | 3 TK  | 16.    |

### Boby
| Jméno                                                | Disciplína | 1. jízda | Pořadí | 2. jízda | Pořadí | 3. jízda | Pořadí | 4. jízda | Celkem  | Pořadí |
| ---------------------------------------------------- | ---------- | -------- | ------ | -------- | ------ | -------- | ------ | -------- | ------- | ------ |
| Ivo Danilevič Jan Stokláska                          | dvojbob    | 52,73    | 18.    | 52,59    | 12.    | 52,52    | 16.    | 52,44    | 3:30,28 | 13.    |
| Ivo Danilevič Jan Kobián Jan Stokláska Dominik Suchý | čtyřbob    | 51,54    | 12.    | 51,72    | 13.    | 51,76    | 10.    | 51,96    | 3:26,98 | 12.    |
| Jan Vrba Martin Bohman Ondřej Kozlovský Miloš Veselý | čtyřbob    | 52,00    | 17.    | 52,09    | 16.    | 52,43    | 17.    | 52,61    | 3:29,13 | 16.    |

### Krasobruslení
| Jméno          | Krátký program | Pořadí | Volná jízda | Celkem | Pořadí |
| -------------- | -------------- | ------ | ----------- | ------ | ------ |
| Michal Březina | 78,80          | 9.     | 137,93      | 216,73 | 10.    |
| Tomáš Verner   | 65,32          | 19.    | 119,42      | 184,74 | 19.    |

| Jméno                        | Povinný tanec | Pořadí | Původní tanec | Pořadí | Volný tanec | Celkem | Pořadí |
| ---------------------------- | ------------- | ------ | ------------- | ------ | ----------- | ------ | ------ |
| Kamila Hájková David Vincour | 23,19         | 22.    | 40,54         | 22.    | 70,08       | 133,81 | 21.    |

### Lední hokej
| Fáze          | Soupeř    | Výsledek | Body | Pořadí |
| ------------- | --------- | -------- | ---- | ------ |
| zákl. skupina | Slovensko | 3:1      | 3    |        |
| zákl. skupina | Lotyšsko  | 5:2      | 3    |        |
| zákl. skupina | Rusko     | 2:4      | 0    |        |
| zákl. skupina | celkem    | 10:7     | 6    | 2.     |
| osmifinále    | Lotyšsko  | 3:2p     |      |        |
| čtvrtfinále   | Finsko    | 0:2      | 7.   |        |

Soupiska:
- brankáři: Ondřej Pavelec, Jakub Štěpánek, Tomáš Vokoun
- obránci: Miroslav Blaťák, Jan Hejda, Tomáš Kaberle, Filip Kuba, Pavel Kubina, Zbyněk Michálek, Roman Polák, Marek Židlický
- útočníci: Petr Čajánek, Roman Červenka, Patrik Eliáš, Martin Erat, Tomáš Fleischmann, Martin Havlát, Jaromír Jágr, David Krejčí, Milan Michálek, Tomáš Plekanec, Tomáš Rolinek, Josef Vašíček

### Rychlobruslení

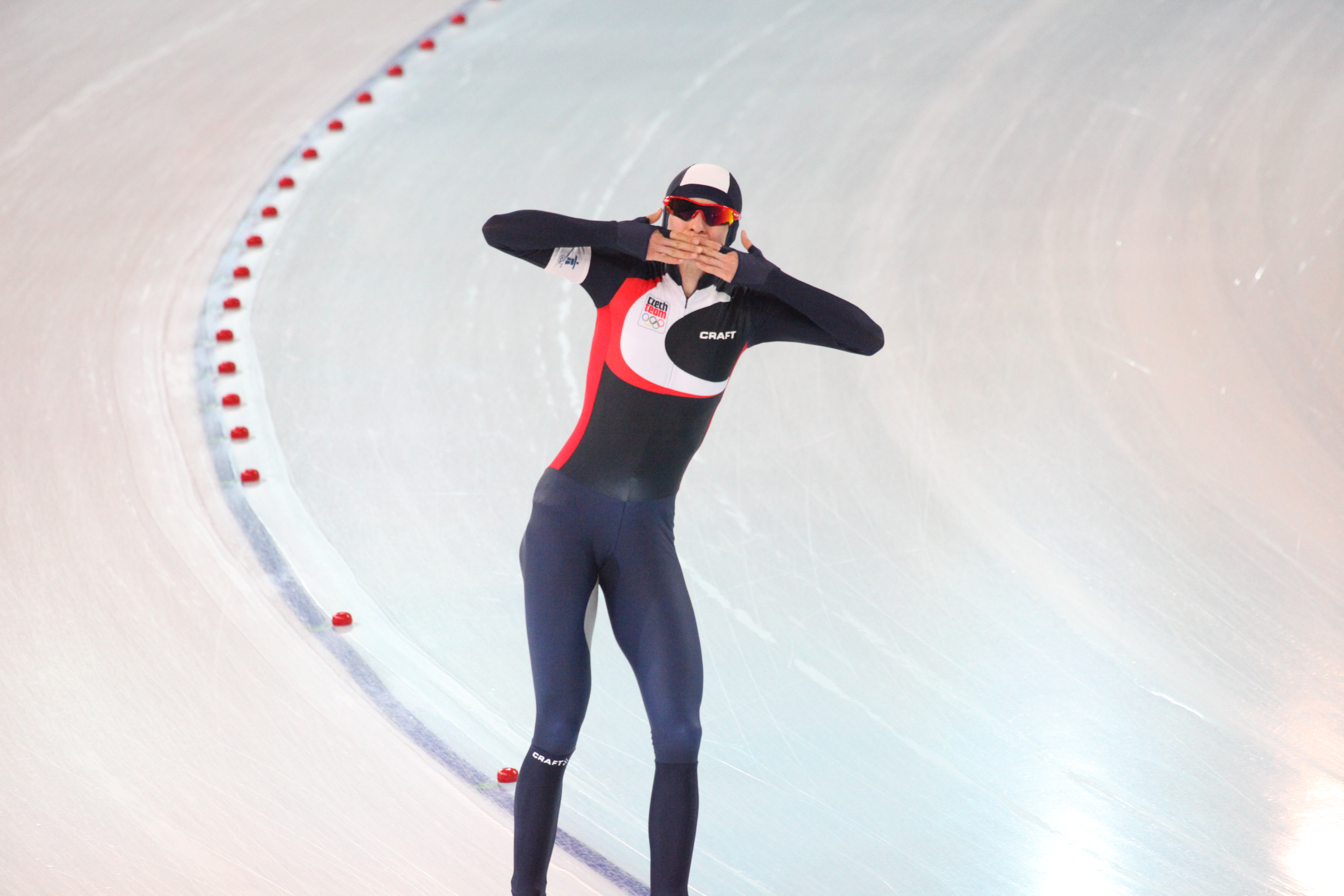
Martina Sáblíková po dokončení závodu na 5000 m na ZOH ve Vancouveru

| Jméno             | Disciplína | 1. jízda | Pořadí | 2. jízda | Celkem  | Pořadí           |
| ----------------- | ---------- | -------- | ------ | -------- | ------- | ---------------- |
| Karolína Erbanová | 500 m      | 39,36    | 25.    | 39,32    | 78,68   | 23.              |
| Karolína Erbanová | 1000 m     |          |        |          | 1:17,53 | 12.              |
| Karolína Erbanová | 1500 m     |          |        |          | 2:02,01 | 25.              |
| Martina Sáblíková | 1500 m     |          |        |          | 1:57,96 | Bronzová medaile |
| Martina Sáblíková | 3000 m     |          |        |          | 4:02,53 | Zlatá medaile    |
| Martina Sáblíková | 5000 m     |          |        |          | 6:50,91 | Zlatá medaile    |

### Saně
| Jméno                    | Disciplína  | 1. jízda | Pořadí | 2. jízda | Pořadí | 3. jízda | Pořadí | 4. jízda | Celkem   | Pořadí |
| ------------------------ | ----------- | -------- | ------ | -------- | ------ | -------- | ------ | -------- | -------- | ------ |
| Jakub Hyman              | jednotlivci | 49,379   | 28.    | 49,726   | 29.    | 49,465   | 24.    | 49,231   | 3:17,801 | 28.    |
| Ondřej Hyman             | jednotlivci | 49,284   | 26.    | 49,346   | 25.    | 49,512   | 26.    | 49,247   | 3:17,389 | 25.    |
| Luboš Jíra Matěj Kvíčala | dvojice     | 42,204   | 16.    | 42,459   |        |          |        |          | 1:24,663 | 18.    |

### Severská kombinace
| Jméno                                                      | Disciplína             | Skok  | Skok   | Běh na lyžích | Běh na lyžích | Běh na lyžích | Celkem  | Celkem |
| Jméno                                                      | Disciplína             | Body  | Pořadí | Start         | Čas           | Pořadí        | Celkem  | Pořadí |
| ---------------------------------------------------------- | ---------------------- | ----- | ------ | ------------- | ------------- | ------------- | ------- | ------ |
| Miroslav Dvořák                                            | střední můstek + 10 km | 105,5 | 39.    | +2:00         | 26:33,5       | 35.           | 28:33,5 | 39.    |
| Miroslav Dvořák                                            | velký můstek + 10 km   | 83,8  | 36.    | +2:53         | 25:36,7       | 15.           | 28:29,7 | 28.    |
| Pavel Churavý                                              | střední můstek + 10 km | 121,5 | 10.    | +0:56         | 25:32,7       | 20.           | 26:28,7 | 12.    |
| Pavel Churavý                                              | velký můstek + 10 km   | 114,0 | 8.     | +0:52         | 25:14,9       | 9.            | 26:26,9 | 5.     |
| Tomáš Slavík                                               | střední můstek + 10 km | 115,5 | 24.    | +1:20         | 25:36,8       | 21.           | 26:56,8 | 20.    |
| Tomáš Slavík                                               | velký můstek + 10 km   | 104,7 | 18.    | +1:29         | 26:29,8       | 35.           | 27:28,8 | 25.    |
| Aleš Vodseďálek                                            | střední můstek + 10 km | 108,5 | 35.    | +1:48         | 27:45,8       | 44.           | 29:33,8 | 44.    |
| Aleš Vodseďálek                                            | velký můstek + 10 km   | 102,8 | 20.    | +1:37         | 27:29,8       | 41.           | 29:06,8 | 34.    |
| Aleš Vodseďálek Miroslav Dvořák Tomáš Slavík Pavel Churavý | závod družstev         | 457,3 | 8.     | +1:06         | 51:44,2       | 7.            | 52:50,2 | 8.     |

### Short track
| Jméno            | Disciplína | Rozjížďka | Pořadí v jízdě | Čtvrtfinále  | Pořadí v jízdě | Semifinále   | Pořadí v jízdě | Finále       | Pořadí |
| ---------------- | ---------- | --------- | -------------- | ------------ | -------------- | ------------ | -------------- | ------------ | ------ |
| Kateřina Novotná | 500 m      | 44,614    | 2.             | 44,438       | 3.             | nepostoupila | nepostoupila   | nepostoupila | 12.    |
| Kateřina Novotná | 1000 m     | 1:45,300  | 4.             | nepostoupila | nepostoupila   | nepostoupila | nepostoupila   | nepostoupila | 28.    |
| Kateřina Novotná | 1500 m     | 2:24,504  | 3.             |              |                | DSQ          |                | nepostoupila | 19.    |

### Skoky na lyžích
| Jméno                                                | Disciplína            | Kvalifikace | Kvalifikace | Finále  | Finále | Finále      | Finále      | Finále |
| Jméno                                                | Disciplína            | Body        | Pořadí      | 1. skok | Pořadí | 2. skok     | Celkem      | Pořadí |
| ---------------------------------------------------- | --------------------- | ----------- | ----------- | ------- | ------ | ----------- | ----------- | ------ |
| Martin Cikl                                          | velký můstek          | 114,3       | 29.         | 78,4    | 41.    | nepostoupil | nepostoupil | 41.    |
| Antonín Hájek                                        | střední můstek        | 134,5       | 4.          | 121,0   | 17.    | 118,5       | 239,5       | 21.    |
| Antonín Hájek                                        | velký můstek          | 138,0       | 3.          | 119,4   | 9.     | 121,2       | 240,6       | 7.     |
| Lukáš Hlava                                          | střední můstek        | 112,0       | 37.         | 108,0   | 38.    | nepostoupil | nepostoupil | 38.    |
| Jakub Janda                                          | střední můstek        | 135,5       | 2.          | 127,5   | 8.     | 123,0       | 250,5       | 14.    |
| Jakub Janda                                          | velký můstek          | 131,6       | 11.         | 115,2   | 12.    | 106,2       | 221,4       | 17.    |
| Roman Koudelka                                       | střední můstek        | 123,5       | 18.         | 127,0   | 9.     | 125,0       | 252,0       | 12.    |
| Roman Koudelka                                       | velký můstek          | 117,0       | 27.         | 97,0    | 29.    | 111,5       | 208,5       | 23.    |
| Antonín Hájek Roman Koudelka Lukáš Hlava Jakub Janda | velký můstek družstva |             |             | 477,4   | 7.     | 504,4       | 981,8       | 7.     |

### Snowboarding
| Jméno            | Disciplína | Kvalifikace | Kvalifikace | Semifinále | Semifinále | Finále       | Finále |
| Jméno            | Disciplína | Body        | Pořadí      | Body       | Pořadí     | Body         | Pořadí |
| ---------------- | ---------- | ----------- | ----------- | ---------- | ---------- | ------------ | ------ |
| Šárka Pančochová | ženy       | 28,1        | 17.         | 34,4       | 8.         | nepostoupila | 14.    |

| Jméno             | Disciplína                 | Kvalifikace | Kvalifikace | Kvalifikace | Kvalifikace | Kvalifikace | Kvalifikace | Osmifinále   | Čtvrtfinále  | Semifinále   | Finále       | Pořadí |
| Jméno             | Disciplína                 | 1. jízda    | Pořadí      | 2. jízda    | Pořadí      | Celkem      | Pořadí      | Soupeř       | Soupeř       | Soupeř       | Soupeř       | Pořadí |
| ----------------- | -------------------------- | ----------- | ----------- | ----------- | ----------- | ----------- | ----------- | ------------ | ------------ | ------------ | ------------ | ------ |
| Petr Šindelář     | paralelní obří slalom muži | 56,49       | 29.         | 41,28       | 25.         | 1:37,77     | 28.         | nepostoupil  | nepostoupil  | nepostoupil  | nepostoupil  | 28.    |
| Zuzana Doležalová | paralelní obří slalom ženy | 43,33       | 24.         | 43,22       | 19.         | 1:26,55     | 22.         | nepostoupila | nepostoupila | nepostoupila | nepostoupila | 22.    |

| Jméno          | Disciplína | Kvalifikace | Pořadí | Osmifinále (poř. v jízdě) | Čtvrtfinále (poř. v jízdě) | Semifinále (poř. v jízdě) | Finále      | Pořadí |
| -------------- | ---------- | ----------- | ------ | ------------------------- | -------------------------- | ------------------------- | ----------- | ------ |
| David Bakeš    | muži       | 1:26,05     | 32.    | 4.                        | nepostoupil                | nepostoupil               | nepostoupil | 32.    |
| Michal Novotný | muži       | 1:24,23     | 29.    | 2.                        | 4.                         | nepostoupil               | nepostoupil | 16.    |